# Queilen
Queilen är en kommun i Chile.   Den ligger i provinsen Provincia de Chiloé och regionen Región de Los Lagos, i den södra delen av landet, 1 100 km söder om huvudstaden Santiago de Chile.
Runt Queilen är det mycket glesbefolkat, med 7 invånare per kvadratkilometer.